# Варга, Имре (скульптор)
Имре Варга (венг. Varga Imre; 1 ноября 1923, Шиофок — 9 декабря 2019) — венгерский скульптор, художник, дизайнер и график.

## Биография
Родился в г. Шиофок 1 ноября 1923 г., учился в гимназиях Будапешта, Секешфехервара и Сомбатхея. В школьные годы (1937) с несколькими полотнами и рисунками участвовал в коллективной выставке в Париже.
После школы был стипендиатом Технологического университета, затем окончил Будапештскую военную академию и во Вторую мировую войну служил офицером в военной авиации. В 1945 году вернулся из плена на родину, в 1948 г. начал трудовую деятельность рабочим, затем был инженером на одном из промышленных предприятий Будапешта.
Решив посвятить себя изобразительному искусству, в 1950 г. поступил в Венгерскую академию изобразительных искусств в Будапеште, которую с отличием окончил в 1956 г.
Начиная со студенческих лет, регулярно принимал участие в коллективных выставках. В 1960-1970-е гг. получил ряд профессиональных наград и государственных премий. В 1983 г. в Будапеште был открыт музей скульптора.
В 1980-1989 гг. был депутатом Государственного собрания Венгерской Народной Республики.
Награждён государственными наградами Венгрии и других стран.

## Творчество
Преимущественно известен скульптурными работами. Среди них — скульптурные портреты Ференца Ракоци, Михая Каройи, Ференца Листа, Белы Бартока, Имре Кальмана, памятник жертвам холокоста в Будапеште.
В СССР И. Варга стал известен в 1980 году после публикации на обложке журнала «Иностранная литература» фотографии немыслимого в то время по своему замыслу памятника, установленного в г. Мохач в 1974 году. Скульптор изобразил Ленина маленьким старичком в кепке, отвернувшимся от огромного знамени с собственным портретом и уходящим вниз по лестнице.
О работах Имре Варги с восхищением писал А. Райкин:
Подлинным потрясением стала для меня встреча с работами современного венгерского скульптора Имре Варги. В Будапеште открыта галерея, где выставлены его вещи. Каждый раз я выходил оттуда с бьющимся сердцем.
У нас его, к сожалению, знают мало. Поэтому позволю себе описать некоторые из его работ. Вот, например, такая: стоит солдат в полный рост, но… без головы. В руке он держит шапку, как бы ожидая подаяния. Одной ноги нет, она отнята по колено. На груди большим трёхдюймовым гвоздём прибит бумажный орден. Ошеломляет сочетание разных, казалось бы, несовместимых материалов: бронзы, дерева, железного гвоздя, бумаги.
Огромное впечатление произвёл на меня памятник художнику Дюле Дерковичу, установленный на площади одного из небольших венгерских городов. Здесь скульптор также использует вольное сочетание различных фактур – бронзовой фигуры, деревянной конструкции и живой природы, в которую вписывается памятник. Измождённый человек (художник умер от голода) стоит на подиуме – деревянном полу, на фоне стены с открытым окном. В его руках палитра и кисти. Деревянные рамы окна с разбитыми стёклами хлопают от ветра, то открываются, то закрываются, издавая жалобный звук. Они пропускают и дождь, и снег – в зависимости от времени года.
Имре Варга – автор памятника Ф. Листу... Бронзовая фигура с белыми развевающимися волосами (скульптор обработал их паяльной лампой) стоит на балконе, выстроенном на уровне второго этажа дома, где жил Лист. Решётка балкона не видна, она как бы обвита разноцветным плющом – зеленоватым, сиреневым. Бронзовый Лист смотрит на проходящих внизу по улице людей. Возникает удивительная сопричастность монументальной скульптуры жизни улицы. Ничего подобного видеть мне не приходилось.
В настоящее время работы И. Варги представлены в девяти странах мира.

## Галерея

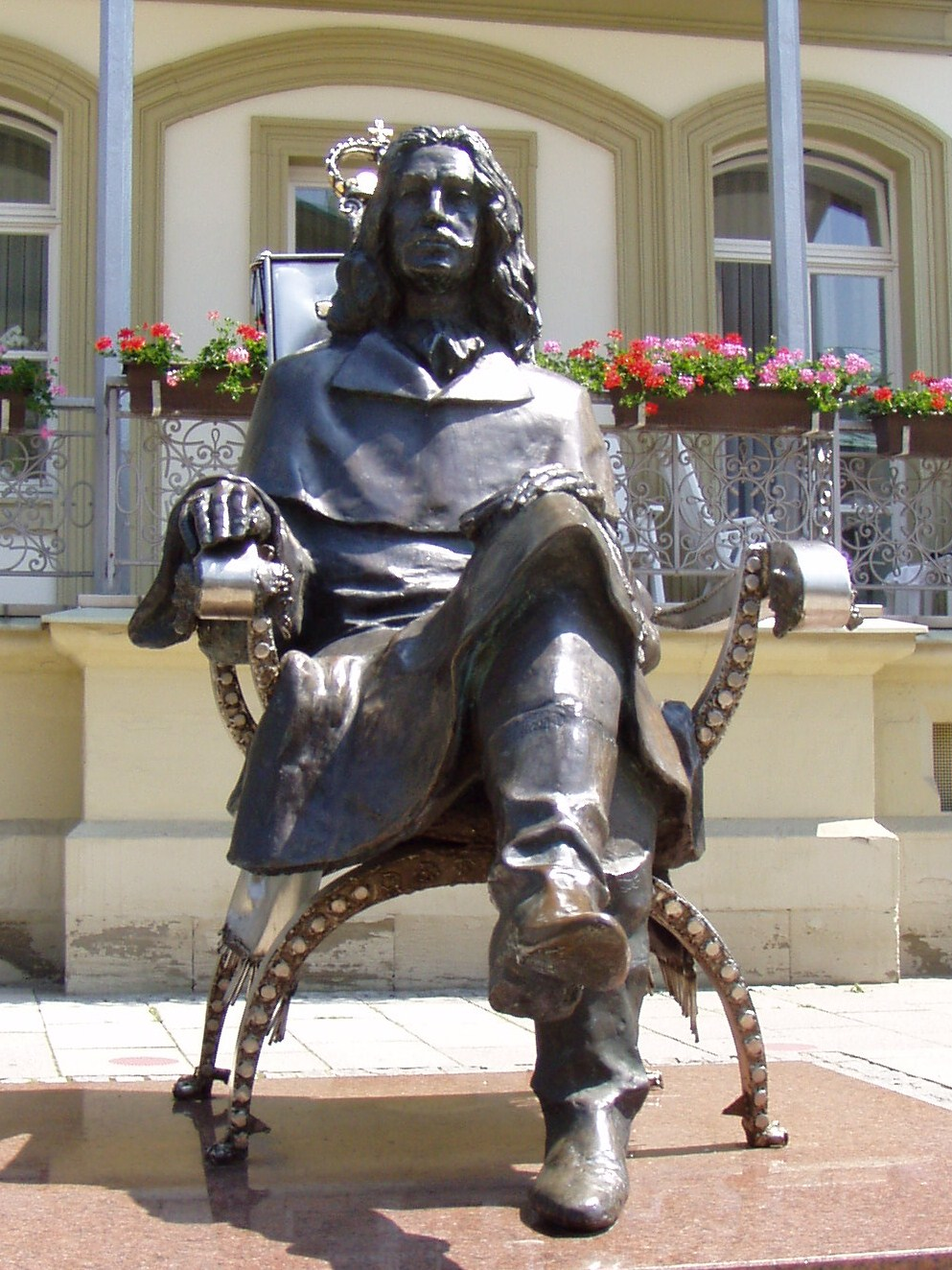
Памятник Ференцу Ракоци в Бад-Киссингене
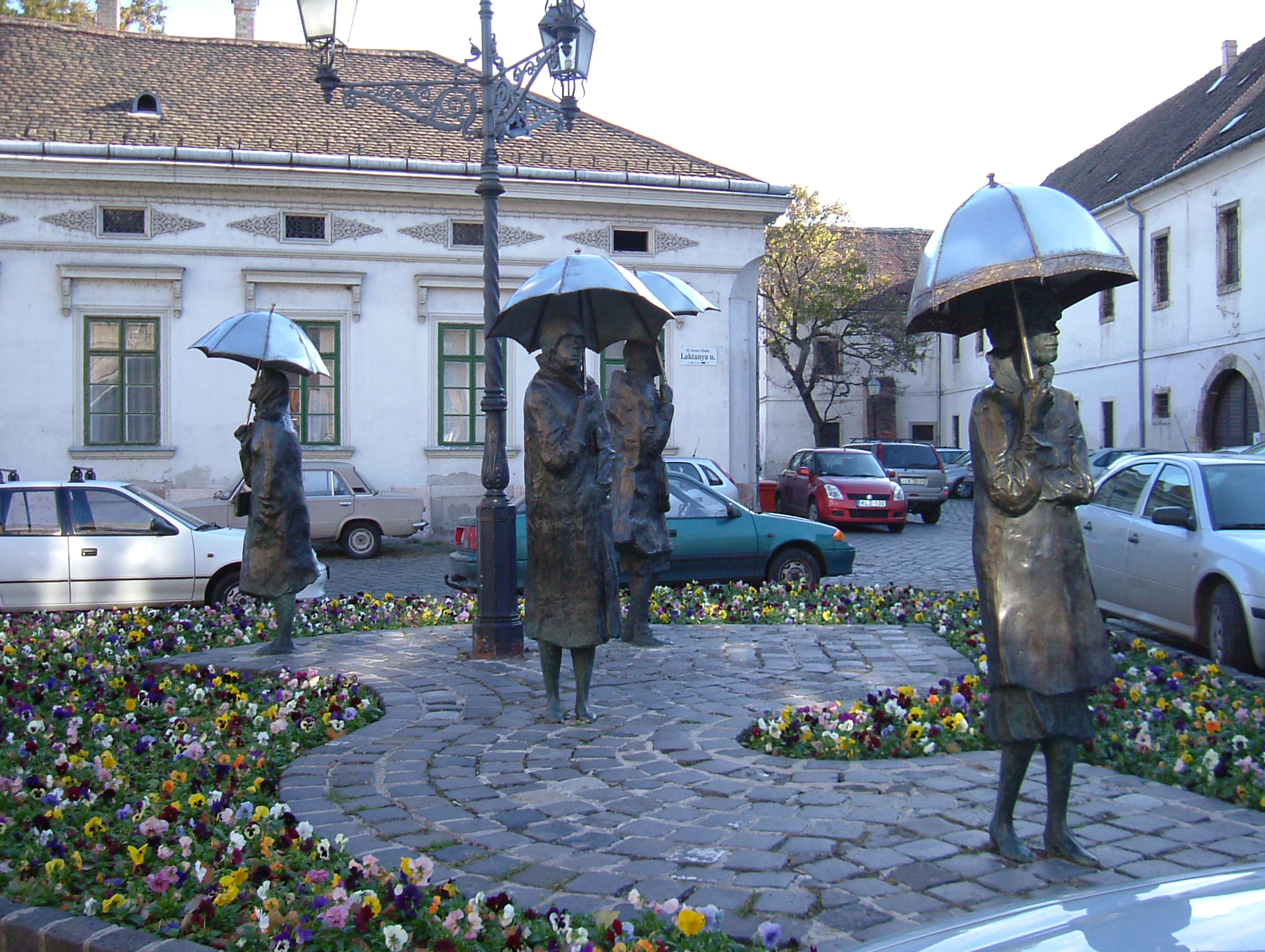
«Гуляющие под дождём» в Обуде недалеко от музея Имре Варги
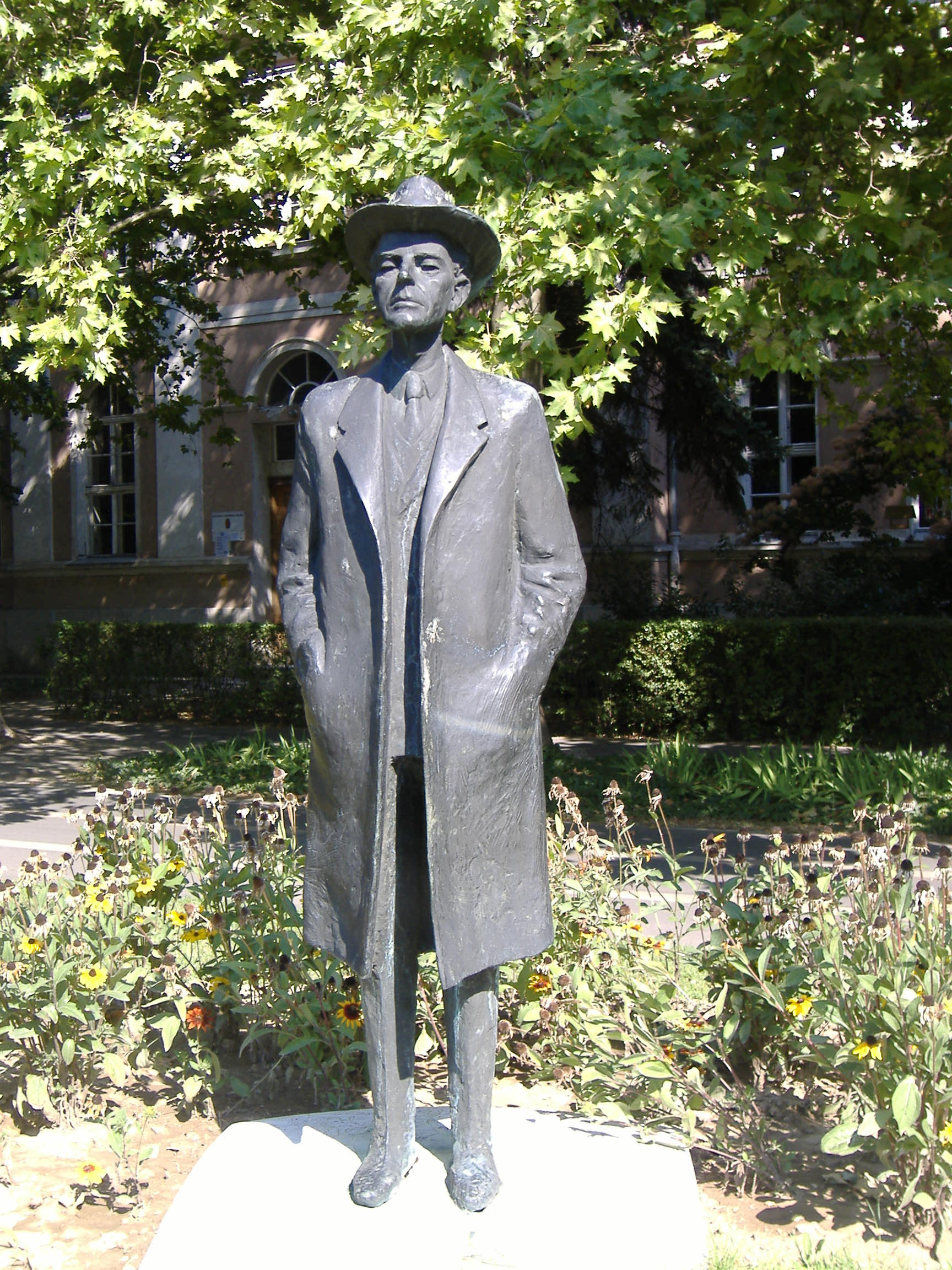
Памятник Беле Бартоку в Мако
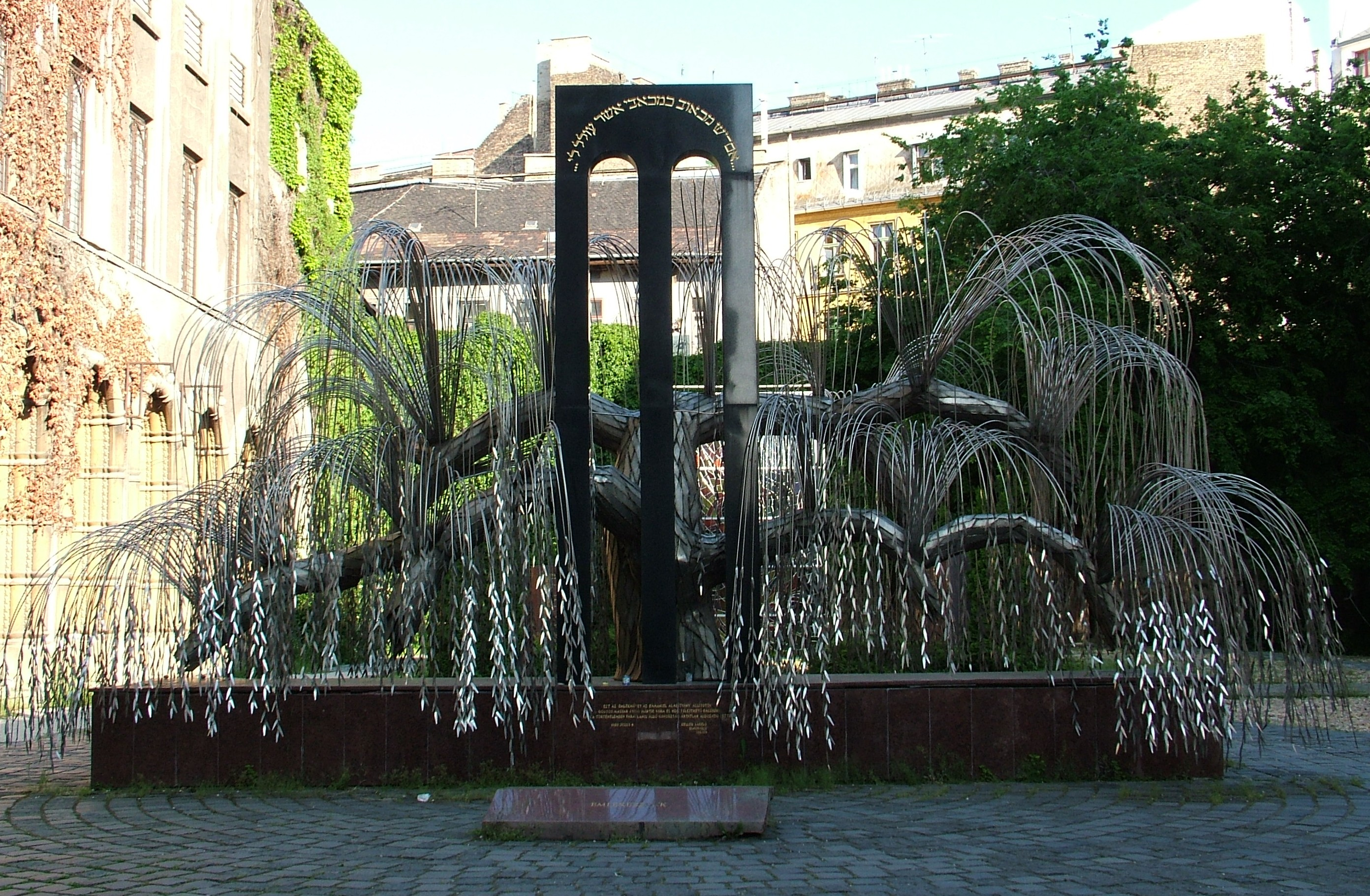
Памятник жертвам холокоста в Будапеште